# Hamzah bin al-Husayn
Hamzah bin al-Husayn (in arabo حمزة بن الحسين; Amman, 29 marzo 1980) è stato principe ereditario di Giordania dal 1999 al 2004.

## Biografia

### Educazione
Hamzah è nato nel 1980 quale primo figlio del re Husayn e di Lisa Najeeb Halaby.
Ha studiato inizialmente in Giordania e poi alla Harrow School di Londra. In seguito frequentò la Reale accademia militare di Sandhurst e prestò servizio nelle Forze Armate Giordane, nel ruolo di secondo tenente dal 1999.
Nel 2000 venne promosso al grado di primo tenente e nel 2001 a quello di capitano, con cui servì in una missione di peacekeeping in Jugoslavia, tra giugno e settembre. Nel 2004 divenne maggiore, nel 2010 tenente colonnello e infine acquisì il rango di colonnello.
Nel 2006 si laureò all'Università di Harvard con un Bachelor of Arts e nel 2011 conseguì un Master of Philosophy al King's College London.

### Principe ereditario
Nel 1999 il padre morì e il fratellastro maggiore Abd Allah, divenuto re, lo nominò principe ereditario secondo la volontà di Husayn. In tale ruolo servì diverse volte come reggente e rappresentante del sovrano in patria o all'estero. Tuttavia, nel 2004, Abd Allah II lo privò del titolo dichiarando che il ruolo di erede al trono limitava la sua libertà.

### Attività
È presidente del consiglio di amministrazione del Royal Automobile Museum, del Royal Advisory Committee on the Energy Sector e della Fondazione Al-Bait per il Pensiero Islamico dal 1999. Dallo stesso anno è anche presidente onorario della Federazione cestistica della Giordania.

### Matrimoni
Il 29 agosto 2003 si unì in matrimonio alla cugina di secondo grado Noor bint Asem e il 27 maggio 2004 si tenne la cerimonia di nozze. Divorziarono nel settembre 2009.
Il 12 gennaio 2012 sposò Basmah Bani Ahmad Al-Outom (1979).

### Arresti domiciliari e rinuncia al titolo nobiliare
Il 4 aprile 2021 venne accusato assieme ad altre personalità giordane di aver mobilitato i cittadini contro lo Stato e di conseguenza venne posto agli arresti domiciliari.
In un video rilasciato dal suo avvocato negò le accuse che gli erano state rivolte, incolpando i leader del Paese di corruzione e incompetenza. In seguito il re, il 7 aprile, dichiarò che il principe era sotto la sua protezione e che i suoi domiciliari stavano per giungere al termine.
Nel 2022 Hamzah scrisse una lettera di scuse al re diffusa nel mese di marzo dalla Corte Reale, per poi rinunciare, il 3 aprile, al titolo di principe di Giordania, dichiarando su Twitter che le convinzioni ereditate dal padre non erano in linea con l'attività delle istituzioni giordane.
Nel maggio dello stesso anno Abd Allah II dichiarò che Hamzah era stato nuovamente messo agli arresti domiciliari, citando da parte sua "comportamento e aspirazioni irregolari".

## Discendenza
Hamzah bin al-Husayn e Noor bint Asem hanno avuto una figlia:
- Principessa Haya (18 aprile 2007).

Con la seconda moglie Basmah Bani Ahmad Al-Outom ha avuto quattro figlie e due figli:
- Principessa Zein (3 novembre 2012);
- Principessa Noor (5 luglio 2014);
- Principessa Badiya (8 aprile 2016);
- Principessa Nafisa (7 febbraio 2018);
- Principe Hussein (8 novembre 2019);
- Principe Muhammad (8 febbraio 2022).

## Titoli e trattamento
- 29 marzo 1980 - 7 febbraio 1999: Sua Altezza Reale, il principe Hamzah di Giordania
- 7 febbraio 1999 - 28 novembre 2004: Sua Altezza Reale, il principe ereditario di Giordania
- 28 novembre 2004 - 3 aprile 2022: Sua Altezza Reale, il principe Hamzah di Giordania
- 3 aprile 2022 - attuale: Hamzah bin al-Husayn

## Ascendenza
|                      |                     |                          | Genitori                 |  |  | Nonni |  |  | Bisnonni                 |  |  | Trisnonni         |  |
|                      |                     |                          |                          |  |  |       |  |  | Abd Allah I di Giordania |  |  | al-Husayn ibn Ali |  |
|                      |                     |                          |                          |  |  |       |  |  | Abd Allah I di Giordania |  |  | al-Husayn ibn Ali |  |
|                      |                     | Abdiyya bint Abdullah    |                          |  |  |       |  |  | Abd Allah I di Giordania |  |  |                   |  |
| Talal di Giordania   |                     |                          |                          |  |  |       |  |  | Abd Allah I di Giordania |  |  |                   |  |
|                      |                     | Musbah bint Nasser       | Nasser Pasha *           |  |  |       |  |  |                          |  |  |                   |  |
|                      |                     | Musbah bint Nasser       | Nasser Pasha *           |  |  |       |  |  |                          |  |  |                   |  |
|                      |                     | Musbah bint Nasser       | Dilber Khanum *          |  |  |       |  |  |                          |  |  |                   |  |
| Husayn di Giordania  |                     | Musbah bint Nasser       |                          |  |  |       |  |  |                          |  |  |                   |  |
|                      |                     | Jamil bin Nasser Al Awn  | Nasser Pasha             |  |  |       |  |  |                          |  |  |                   |  |
|                      |                     | Jamil bin Nasser Al Awn  | Nasser Pasha             |  |  |       |  |  |                          |  |  |                   |  |
|                      |                     | Jamil bin Nasser Al Awn  | Dilber Khanum            |  |  |       |  |  |                          |  |  |                   |  |
| Zein al-Sharaf Talal |                     | Jamil bin Nasser Al Awn  |                          |  |  |       |  |  |                          |  |  |                   |  |
|                      |                     | Wijdan Shakir Pasha      | Shakir Pasha             |  |  |       |  |  |                          |  |  |                   |  |
|                      |                     | Wijdan Shakir Pasha      | Shakir Pasha             |  |  |       |  |  |                          |  |  |                   |  |
|                      |                     | Wijdan Shakir Pasha      | ...                      |  |  |       |  |  |                          |  |  |                   |  |
| Hamzah bin al-Husayn |                     | Wijdan Shakir Pasha      |                          |  |  |       |  |  |                          |  |  |                   |  |
|                      | Najeeb Elias Halaby | Salim Halaby             |                          |  |  |       |  |  |                          |  |  |                   |  |
|                      | Najeeb Elias Halaby | Salim Halaby             |                          |  |  |       |  |  |                          |  |  |                   |  |
|                      | Najeeb Elias Halaby | Almas                    |                          |  |  |       |  |  |                          |  |  |                   |  |
| Najeeb Halaby        | Najeeb Elias Halaby |                          |                          |  |  |       |  |  |                          |  |  |                   |  |
|                      |                     | Laura Wilkins            | John Thomas Wilkins      |  |  |       |  |  |                          |  |  |                   |  |
|                      |                     | Laura Wilkins            | John Thomas Wilkins      |  |  |       |  |  |                          |  |  |                   |  |
|                      |                     | Laura Wilkins            | Mamie                    |  |  |       |  |  |                          |  |  |                   |  |
| Lisa Najeeb Halaby   |                     | Laura Wilkins            |                          |  |  |       |  |  |                          |  |  |                   |  |
|                      |                     | Franklin Elvin Carlquist | Karl Johan Carlquist     |  |  |       |  |  |                          |  |  |                   |  |
|                      |                     | Franklin Elvin Carlquist | Karl Johan Carlquist     |  |  |       |  |  |                          |  |  |                   |  |
|                      |                     | Franklin Elvin Carlquist | Kristina Sofia Ljunggren |  |  |       |  |  |                          |  |  |                   |  |
| Doris Carlquist      |                     | Franklin Elvin Carlquist |                          |  |  |       |  |  |                          |  |  |                   |  |
|                      |                     | Mae Ethel Ackroyd        | Eli Ackroyd              |  |  |       |  |  |                          |  |  |                   |  |
|                      |                     | Mae Ethel Ackroyd        | Eli Ackroyd              |  |  |       |  |  |                          |  |  |                   |  |
|                      |                     | Mae Ethel Ackroyd        | Janet Peddie             |  |  |       |  |  |                          |  |  |                   |  |
|                      |                     | Mae Ethel Ackroyd        |                          |  |  |       |  |  |                          |  |  |                   |  |